# 10セントの街の三日月
| 専門評論家によるレビュー | 専門評論家によるレビュー |
| レビュー・スコア         | レビュー・スコア         |
| 出典                     | 評価                     |
| ------------------------ | ------------------------ |
| オールミュージック       | [ 1 ]                    |
| ガーディアン             | [ 2 ]                    |

『10セントの街の三日月』(Quarter Moon in a Ten Cent Town) は、1978年にリリースされたカントリー・ミュージック・アーティスト、エミルー・ハリスの5枚目のアルバム。アルバムはビルボードチャートで3位に達し、3枚のチャートのシングル：「トゥ・ダディ」（ドリー・パートン作）が3位、「あと二本のワイン」が1位（ハリスのキャリアの三回目の1位）、そして「イージー・フロム・ナウ・オン」（カーレン・カーターとの共作、アルバムのタイトルの由来となった曲）が12位となった。また、ウィリー・ネルソンとのデュエット曲「ワン・ペーパー・キッド」と1980年にオークリッジ・ボーイズで1位となった「白昼にルイジアナを離れ」もフィーチャーされている。ジャケット・カバーに使用されている絵はスザンナ・クラークによる。

## トラックリスト
| #  | タイトル                                                             | 作詞・作曲                                       | 時間 |
| -- | -------------------------------------------------------------------- | ------------------------------------------------ | ---- |
| 1. | 「イージー・フロム・ナウ・オン - Easy From Now On」                  | スザンナ・クラーク、カーリーン・カーター・ルース | 3:07 |
| 2. | 「あと二本のワイン - Two More Bottles of Wine」                      | デルバート・マクリントン                         | 3:07 |
| 3. | 「トゥ・ダディ - To Daddy」                                          | ドリー・パートン                                 | 2:47 |
| 4. | 「マイ・ソングバード - My Songbird」                                 | ジェシ・ウィンチェスター                         | 3:09 |
| 5. | 「白昼にルイジアナを離れ - Leaving Louisiana in the Broad Daylight」 | ロドニー・クロウエル、ドニヴァン・コウォールト   | 4:20 |

| #   | タイトル                                                                               | 作詞・作曲                           | 時間 |
| --- | -------------------------------------------------------------------------------------- | ------------------------------------ | ---- |
| 6.  | 「デファイング・グラヴィティ - Defying Gravity」                                       | ジェシ・ウィンチェスター             | 4:16 |
| 7.  | 「アイ・エイント・リヴィング・ロング・ライク・ディス - I Ain't Living Long Like This」 | クロウェル                           | 4:06 |
| 8.  | 「ワン・ペーパー・キッド - One Paper Kid」                                             | ウォルター・マーティン・コウォールト | 2:57 |
| 9.  | 「グリーン・ローリング・ヒル - Green Rolling Hills」                                   | ユタ・フィリップス                   | 3:40 |
| 10. | 「バーン・ザット・キャンドル - Burn That Candle」                                      | ウィニフレッド・スコット             | 4:27 |

| #   | タイトル                                     | 作詞・作曲                             | 時間 |
| --- | -------------------------------------------- | -------------------------------------- | ---- |
| 11. | 「ニュー・カット・ロード - New Cut Road」    | ガイ・クラーク                         | 4:10 |
| 12. | 「ラカシン・スペシャル - LaCassine Special」 | アイラ・ルーヴィン、エディ・シューラー | 2:44 |

## パーソネル
- ブライアン・エイハーン - アコースティックギター、12弦ギター、ガットギター、パーカッション、哺乳瓶
- ダイアン・ブルックス - バッキングボーカル
- ジェームズ・バートン - エレクトリックギター
- ロドニー・クロウエル - アコースティックギター、エレキギター
- リック・ダンコ - フィドル、バッキング・ボーカル
- ハンク・デヴィート - ペダルスチール
- エモリー・ゴーディ・ジュニア - ベース
- グレン・ハーディン - ピアノ、エレクトリックピアノ、弦楽編曲
- エミルー・ハリス - ボーカル、アコースティックギター
- ガース・ハドソン - アコーディオン、バリトンサックス
- ニコレット・ラーソン - バッキング・ボーカル
- アルバート・リー - アコースティックギター、エレキギター、ピアノ、マンドリン
- ウィリー・ネルソン - デュエットボーカル
- ミッキー・ラファエル - ハーモニカ
- リッキー・スキャッグス - フィドル、ヴィオラ
- ジョン・ウェア -ドラム、パーカッション

テクニカル
- ブライアン・エイハーン  - プロデューサー、エンジニア
- ドニヴァン・コウォート - エンジニア
- ブラッドリー・ハートマン - エンジニア
- マイケル・ホリーフィールド - デザイン
- エド・スラッシャー - 写真

## 参照資料
1. ↑  Allmusic review
2. ↑  Sweeting, Adam (2004年4月9日). “Emmylou Harris, Quarter Moon in a Ten-Cent Town”.  The Guardian. 2016年1月24日閲覧。
3. ↑  Liner notes from the CD

- 『10セントの街の三日月』のライナー